# Themus corayi
Themus corayi es una especie de coleóptero de la familia Cantharidae.

## Distribución geográfica
Habita en China.